# Potres u Nikaragvi 1992.
Potres u Nikaragvi 1992. bio je katastrofalni potres momentne magnitude 7,7 koji se dogodio 2. rujna 1992. godine u Nikaragvi. Potres je prouzročio i cunami.
Glavni udar potresa dogodio se u 0:16 GMT, a uslijedilo je nekoliko jakih naknadnih udara. Potres se najjače osjetio u mjestima Chinandega i León. To je bio najjači potres u Nikaragvi od potresa 1972. godine.
Najmanje 116 ljudi je poginulo, više od 68 je nestalo, a više od 13.500 ljudi je ostalo bez krova nad glavom u Nikaragvi. Ukupna šteta u državi procijenjena je na 20 do 30 milijuna američkih dolara. Većinu žrtava i materijalne štete uzrokovao je cunami koji se dogodio na zapadnoj obali Nikaragve i Kostarike, i to je bio jedan od tri cunamija koji su pogodili to područje u razmaku od šest mjeseci.